# Machnice
Machnice – wieś w Polsce położona w województwie dolnośląskim, w powiecie trzebnickim, w gminie Wisznia Mała przy drodze wojewódzkiej nr 5. 

## Podział administracyjny
W latach 1975–1998 miejscowość administracyjnie należała do województwa wrocławskiego.

## Historia
Pierwsze wzmianki o miejscowości pochodzą już z roku 1208. 

## Zabytki
Do wojewódzkiego rejestru zabytków wpisany jest:
- zespół pałacowy, z pierwszej połowy XIX w.:
  - pałac, murowany z portykiem zbudowany w stylu klasycystycznym w pierwszej połowie XIX w., przebudowany u schyłku XIX w.
  - spichrz
  - budynek gospodarczy (nie istnieje)
  - park

inne
- bydunek nr 6 - z tablicą zawierającą herby